# Kristbergs kyrka
Kristbergs kyrka är en kyrkobyggnad i Kristberg i Linköpings stift. Den är församlingskyrka i Borensbergs församling och ligger i Motala kommun, på en mindre höjd intill ett vägskäl och med vid utsikt över sjön Boren i söder.

## Kyrkans äldsta delar från sekelskiftet 1200
Kyrkans äldsta delar härrör sannolikt från tiden omkring sekelskiftet 1200. Under medeltidens senare del, troligen på 1400-talet, ersattes den ursprungliga stenkyrkan av en betydligt bredare byggnad, vars södra och norra murar ingår i den nuvarande kyrkan. Även den då tillkomna sakristian (1729 förlängd åt norr) finns kvar med rester av kalkmålningar från 1400-talets senare del.   

## Takmålningar från 1720-talet
Under 1720-talet revs de medeltida valven. I samband härmed tillkom ett nytt kor med ett tresidigt trätak samt ett nytt tak av samma material och form i den gamla nu förlängda kyrkan. Takmålningarna i koret (utförda 1725) och i långhuset (1728) med motiv från gamla testamentet (i koret även Kristusmotiv) gjordes av mästaren Anders Wikström från Söderköping och bekostades av brukspatron Gabriel Bergenstråhle på Karlströms bruk. Bergenstråhle bekostade även uppförandet av det nya koret mot att församlingen ställde upp med dagsverken.

## Tornet av ovanlig typ - Linköpingsbiskoparnas centrala ställning i bygden

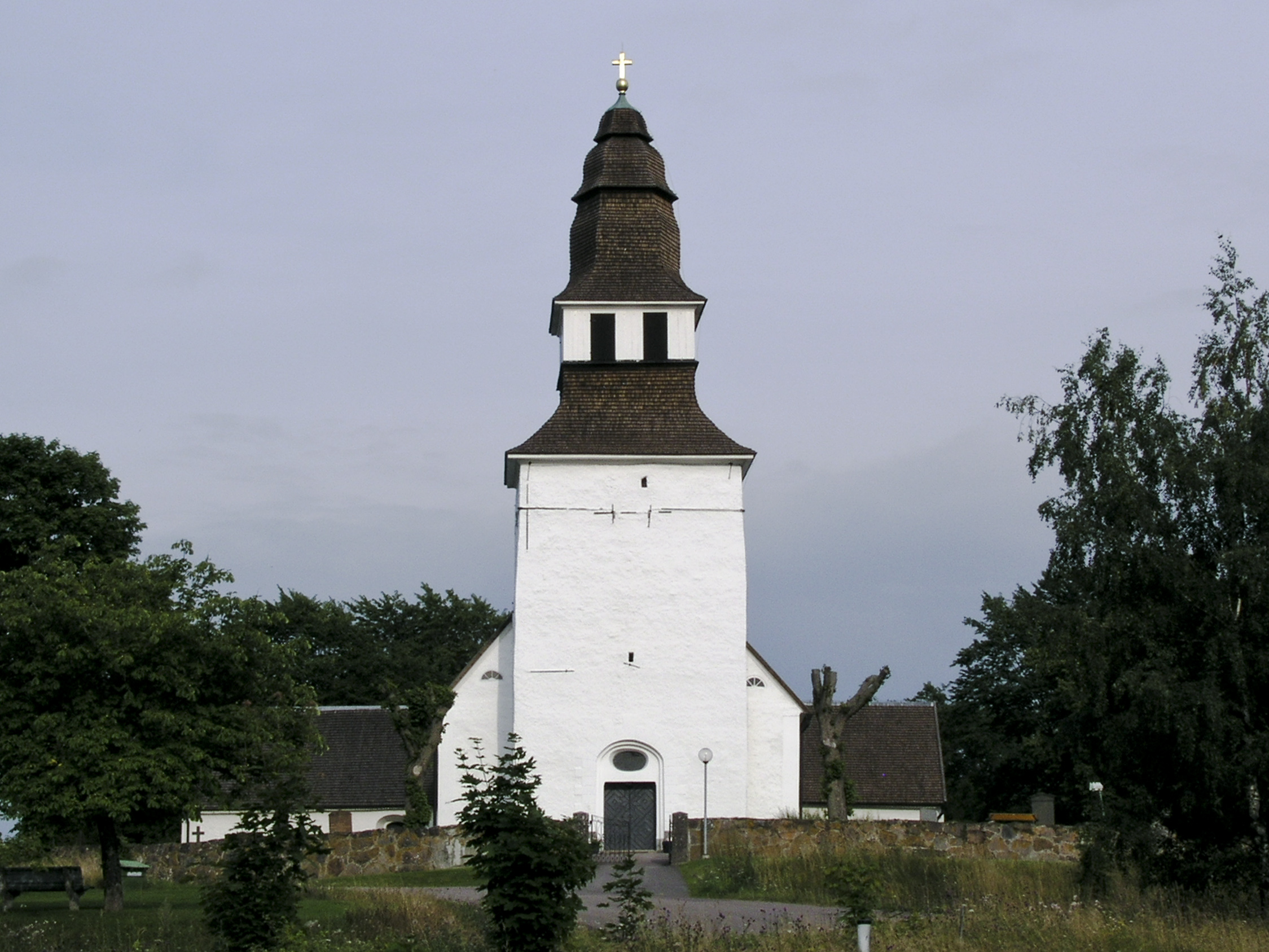
Det breda västtornet

Tornet tillhör kyrkans mest intressanta delar. Det är av typen "brett västtorn", dvs med en rektangulär i stället för en kvadratisk grundplan. Denna torntyp förknippas med världsliga eller andliga stormän. Känt är att Linköpingsbiskoparna från första hälften av 1200-talet och fram till Gustav Vasas indragning av kyrkliga gårdar till staten hade en central roll i bygden. År 1260 tilldelade biskop Henrik i Linköping med domkapitlets samtycke "fru Susanna, Kettilögs hustru" sin gård i Kristberg med alla tillägor för hennes uppehälle under livstiden. Det skedde i samband med att Susanna till Linköpings domkyrka testamenterat två åttingar i Appelby i Hagebyhöga socken samt att hon till biskopen bytt bort tre åttingar i Appelby och tre åttingar i Vreta (norr om Skänninge) i Allhelgona socken mot sex åttingar i Vrångstad i Drothems socken. De senare sex åttingarna förvärvade biskopen sedermera genom laga köp av henne. 
Linköpingsbiskoparnas ställning i Kristberg framgår också av ett diplom från 1400-talet. År 1432 meddelade Engelbrekt landborna i Kristberg och Tjällmo att biskop Knut i Linköping var "deras rätte herre" och uppmanade dem att visa denne "lydnad".
Under 1600-talet var tornet försett med två tornspiror. Tornhuven fick sitt nuvarande utseende under andra hälften av 1700-talet.

## Altaruppsats mm
Altaruppsatsen skänktes 1731 av brukspatron Johan Victorin på Kvarns bruk, medan altarringen från 1830 bekostades av ekonomidirektören Abraham Nyström på Hållingstorp. De ståtliga barockkronorna av mässing härstammar från 1700-talets första hälft.

## Renovering 1879
Socknens egna byggmästare, bröderna August & Johan Robert Nyström på Hållingstorp, genomförde 1879 en omfattande renovering av kyrkan. Mer sentida renoveringar ägde rum 1950 och 1994.

## Orgel
- 1728 skänkte Nils Skytte ett orgelverk med sju stämmor till kyrkan som sätts upp på västra läktaren. 1732 utökas orgeln med pedal och fyra stämmor till den. Skänkt av Nils Skytte.[4]
- 1766 byggde Gustaf Lagergren, Östra Husby en orgel.
- 1879 byggde Åkerman och Lund en orgel med 9 stämmor.
- Den nuvarande orgeln byggdes 1968 av Reinhard Kohlus i Vadstena och är mekanisk. Fasaden är från 1879 års orgel.

| Huvudverk I     | Svällverk II      | Pedal      | Koppel |
| Principal 8’    | Gedackt 8’        | Subbas 16’ | I/P    |
| Rörflöjt 8’     | Gemshorn 4’       | Gedackt 4’ | II/P   |
| Oktava 4’       | Svegel 2’         |            | II/I   |
| Gedacktflöjt 4' | Scharf 3ch        |            |        |
| Mixtur 4 ch     | Regal 8'          |            |        |
|                 | Crescendosvällare |            |        |